# Estrella (stacja metra)
Estrella – stacja metra w Madrycie, na linii 9. Znajduje się na granicy dzielnic Retiro i Moratalaz, w Madrycie i zlokalizowana jest pomiędzy stacjami Sainz de Baranda i Vinateros. Została otwarta 31 stycznia 1980.